# Emmanuel-Louis-Henri de Launay, hrabia d’Antraigues
Emmanuel-Louis-Henri de Launay, comte d'Antraigues (ur. 25 grudnia 1753 w Montpellier, zm. 22 lipca 1812 w Barnes) – francuski myśliciel polityczny i agent rządowy. Głosił poglądy zbliżone do tych jakie głosił zmarły w 1722 roku Henri de Boulainvillers i inni neofeudałowie francuscy będąc zwolennikiem prymatu szlachty w społeczeństwie francuskim. D'Antraigues, który znał osobiście Rousseau był zdania, że absolutyzm władzy zabija wolność. Jego Wspomnienie o Stanach Generalnych było uważane za „biblię arystokracji". Te poglądy ściągnęły na niego gromy zwolenników absolutyzmu oświeconego min. Voltaire'a. Podczas rewolucji współpracował z żyrondystami i jakobinami. Dopiero śmierć króla na gilotynie w 1793 roku osłabiła jego antyabsolutystyczny zapał. Odtąd był zwolennikiem Monarchii absolutnej i kontrrewolucjonistą. Do końca życia przebywał na emigracji intrygując ze wszystkimi wrogami Francji.
Jego wujem był François Emmanuel Guignard.